# Global Telecom Holding
Global Telecom Holding S.A.E. (anteriormente Orascom Telecom Holding S.A.E. (GTH)) es una empresa egipcia de telecomunicaciones, parte del grupo Orascom, controlada por la familia Sawiris, la cual posee, directa o indirectamente, el 57% de las acciones. Su presidente ejecutivo es Naguib Sawiris. Cotiza en las bolsas de El Cairo y Alejandría y Londres. Fue fundada en 1998 para gestionar el operador egipcio de telefonía móvil GSM Mobinil y desde entonces se ha expandido por diversos países de África, el Próximo Oriente y Asia. Con diversos porcentajes accionariales, opera los siguientes operadores móviles GSM: en Argelia Djezzy, en Pakistán Mobilink, en Túnez Tunisiana, en Irak Iraqna, en Bangladés Banglalink y en Zimbabue Telecel Zimbabwe.
En diciembre de 2005, compró una participación del 19,3% en Hutchison Telecommunications International (HTIL), la cual controlaba operadores en la India (Hutchison Essar, vendida a Vodafone en 2007), Vietnam, Indonesia, Macao, Hong Kong, Israel, Tailandia, Sri Lanka y Ghana. Orascom Telecom cuenta con dos miembros en el consejo de administración de HTIL. El máximo accionista de HTIL es Hutchison Whampoa, de Hong Kong, con el 49,7% de las acciones.
El máximo accionista de la compañía es Naguib Sawiris, el cual, a través del holding Weather Investments, controla el 50% más una acción de la compañía. Weather Investments también posee el 100% de la operadora de telecomunicaciones italiana Wind Telecomunicazioni S.p.A.